# Kanton Servian
Der Kanton Servian war bis 2015 ein französischer Wahlkreis im Arrondissement Béziers, im Département Hérault und in der früheren Region Languedoc-Roussillon. Vertreter im Generalrat des Départements war zuletzt von 2003 bis 2015 Henri Cabanel (PS).

## Gemeinden
Der Kanton umfasste die Wahlberechtigten aus acht Gemeinden:
| Gemeinde        | Einwohner Jahr | Fläche km² | Bevölkerungsdichte | Code INSEE | Postleitzahl |
| --------------- | -------------- | ---------- | ------------------ | ---------- | ------------ |
| Abeilhan        | 1567 (2013)    | 7,81       | 201 Einw./km²      | 34001      | 34290        |
| Alignan-du-Vent | 1652 (2013)    | 17,3       | 95 Einw./km²       | 34009      | 34290        |
| Coulobres       | 389 (2013)     | 2,99       | 130 Einw./km²      | 34085      | 34290        |
| Espondeilhan    | 1012 (2013)    | 5,08       | 199 Einw./km²      | 34094      | 34290        |
| Montblanc       | 2802 (2013)    | 26,94      | 104 Einw./km²      | 34166      | 34290        |
| Puissalicon     | 1245 (2013)    | 13,05      | 95 Einw./km²       | 34224      | 34480        |
| Servian         | 4368 (2013)    | 40,61      | 108 Einw./km²      | 34300      | 34290        |
| Valros          | 1550 (2013)    | 6,61       | 234 Einw./km²      | 34325      | 34290        |